# Сибирски Татари
Сибирски Татари (ст. себер татарлар, seber tatarlar), група су Татара која живи у шумама и степама јужног Сибира све до планине Урал и реке Јенисеј у Русији. Потомци су татарског становништва Сибирског каната, који је Руско царство освојило 1582. Сибирски Татари себе називају Јерле Калук („старији настањеници”) да би се истакли од Волшких Татара који живе на југозападу, у Републици Татарстан. Број Сибирских Татара је процењена на између 6.779 и 210.000. У верском погледу, Сибирски Татари делом практикују традиционална веровања (шаманизам), а делом су исламске вероисповести. Говоре сибирскотатарским језиком, који спада у татарску групу туркијске породице језика.

## Популација
Татара у Сибиру има око 500.000, од тога се као Сибирски Татари на попису становништва Русије 2002. изјаснило око 9.611 особа, а 2010. само 6.779. Стваран број Сибирских Татара процењен је на око 210.000, од којих се већина изјашњава као Татари.

## Подгрупе
Сибирски Татари се деле на три главне групе, које су даље подељене на већи број мањих:
- Тоболско-иртишки Татари (насељавају Тјуменску, Курганску и Омску област):
  - Тјуменско-турински Татари;
  - Тоболски Татари;
  - Заболотни Татари (Јасколбински Татари);
  - Курдачко-саргатски Татари;
  - Тарски Татари;
- Барабински Татари (насељавају Новосибирску област):
  - Барабинско-турашки Татари;
  - Љубејско-тунуски Татари;
  - Теренинско-чојски Татари;
- Томски Татари (насељавају Томску, Кемеровску и Новосибирску област):
  - Калмаци (Калмачки Татари);
  - Чати (Чатски Татари);
  - Еуштинци (Еуштински Татари);